# Бранислав Велешки
Георги Атанасов Левков с псевдоним Бранислав Велешки е български революционер, деец на българското националноосвободително движение, благодетелен член на Българското книжовно дружество (1869).

## Биография
Георги Левков е роден е през 1834 г. в село Карабунище, Велешката каза на Османската империя. Като малък живее в Кукуш при Братя Миладинови.
В 1862 година участва в Първата българска легия в Белград, Сърбия, и става близък сътрудник на Георги Раковски и негов телохранител до смъртта му в 1867 г. Раковски го прекръщава на Бранислав Велешки. След 1867 г. се установява в Букурещ, Румъния и изпълнява задачи на Българския революционен централен комитет и подпомага издателската дейност на Любен Каравелов. В 1869 - 1870 и в 1875 г. е в редакцията на вестник „Тъпан“, като в 1869 г. е и негов формален отговорен редактор. Занимава се и със самостоятелна издателска дейност, като сътрудничи с кръга около Христо Ботев.
В 1876 г. Бранислав Велешки е доброволец е в Сръбско-турската война от 1876 г., а в 1877 г. се включва с ІV дружина на Българското опълчение в Руско-турската освободителна война. В боевете при Шипка е ранен от куршум.
След 1878 г. живее и работи в Пловдив, столицата на новосъздадената Източна Румелия, като пощальон. Участва в подготовката и провеждането на Съединението през 1885 г. Член е на Пловдивското поборническо-опълченско дружество, което има за цел запазване паметта на загиналите за свободата на България и организиране на морално и материално подпомагане на живите опълченци и поборници. Активист е на местното македоно-одринско дружество.
Бранислав Велешки умира на 17 май 1919 г. в Пловдив. На негово име е кръстена улица в пловдивския район „Тракия“.